# Mengerskirchen
Mengerskirchen är en kommun och ort i Landkreis Limburg-Weilburg i Regierungsbezirk Gießen i förbundslandet Hessen i Tyskland. Kommunen bildades 31 december 1970 genom en sammanslagning av de tidigare kommunerna Dillhausen, Mengerskirchen, Probbach, Waldernbach und Winkels i den nya kommunen Mengerskirchen.